# Leerdam (stacja kolejowa)
Leerdam (ned: Station Leerdam) – stacja kolejowa w Leerdam, w prowincji Holandia Południowa, w Holandii. Stacja znajduje się na MerwedeLingelijn. Posiada dwie platformy boczne, do obsługi pociągów w każdym kierunku. Stacja została otwarta w dniu 1 grudnia 1883.
Stary budynek dworca jest mniejszą wersją tego z Sliedrecht i pierwszej stacji Hardinxveld-Giessendam. W 1987 roku został otwarty obok oryginalnego budynku, nowego budynek dworca. Budynek ten jest bardzo prosty i jest bliżej do nowego ratusza Leerdam. Architektem budynku jest Cees Douma.
Stary budynek dworca został zachowany i był używany jako restauracja.

## Linie kolejowe
- MerwedeLingelijn